# 宝光寺 (成都市)
宝光寺（ほうこうじ）は、中華人民共和国四川省成都市新都区にある仏教寺院。

## 歴史
宝光寺は、隋代の創建で、当時は大石寺と称した。
唐の中和元年（881年）、僖宗は新都を経て、大石寺に駐屯し、「宝光寺」の名を賜った。
北宋の大観3年（1109年）、圜悟克勤に寺衆の推戴を受けて住持となった。徽宗により「大覚寺」の名を賜った。
明の初期、石子美は寺院を再建した。明末清初の兵火で焼失した。
清の康熙9年（1670年）は寺院を重修した。
1956年8月16日、四川省人民政府は仏寺を四川省文物保護単位に認定した。1983年、中華人民共和国国務院は仏寺を漢族地区仏教全国重点寺院に認定した。2001年6月25日、中華人民共和国国務院は仏寺を全国重点文物保護単位に認定した。

## 伽蓝
山門、天王殿、大雄宝殿、七仏殿、伽藍殿、羅漢堂、蔵経楼、念仏堂、舎利塔